# Manuel Luís Baltazar da Câmara, 1.º Conde da Ribeira Grande
D. Manuel Luís Baltazar da Câmara que «Nobreza de Portugal», Tomo III, página 219 chama D. Manuel Baltasar Luís da Câmara (5 de janeiro de 1630 - Lisboa, 29 de dezembro de 1673), 4º conde de Vila Franca e 1º conde da Ribeira Grande, foi um militar português.
Membro da família Gonçalves da Câmara, era filho do 2º casamento de D.  D. Rodrigo da Câmara, 3º conde de Vila Franca, morto em 1672, e de Dona Maria Coutinho, dama da Rainha Isabel de Bourbon, foi 10.º capitão do donatário da ilha de São Miguel (sendo o oitavo da família a exercer o cargo). 
Tinha 21 anos quando teve de testemunhar contra o pai perante a Inquisição, por alegadas práticas sodomitas. Envolvido profundamente no processo daquele com quem teria mantido relações incestuosas, e atravessando um período difícil da vida pessoal e familiar face à desonra que caiu sobre si e a família e ao confisco dos seus bens, D. Manuel Luís casou tarde, mantendo-se com sua mãe, até à morte do pai no convento onde se encontrava encarcerado.
Diz o cronista ter sido «Capitão-general da ilha de S. Miguel e da cidade de Ponta Delgada, e 8.º donatário da mesma ilha, onde também foi governador. D. Afonso VI lhe fez mercê de todos os bens e Os que pelas culpas do pai haviam vagado para a coroa, e para fazer esquecer e apagar da memória as culpas do 3º Conde de Vila Franca, mudou o título herdado de seu pai no de Ribeira Grande, com a mesma cláusula do título anterior, de juro e herdade, por alvará de 15 de setembro de 1662.
Serviu na guerra da Restauração na província do Alentejo, sendo mestre-de-campo do terço de Setúbal. Enlouqueceu, antes de morrer.»
Morto o 3.º Conde de Vila Franca, a condessa sua esposa, mãe de D. Manuel da Câmara, aproveitando as relações da sua família (os condes da Vidigueira, descendentes de Vasco da Gama), com a família real, procurou recuperar os bens confiscados e as honras perdidas. Assim, requereu a D. Afonso VI a restituição da capitania e dos rendimentos confiscados. 
O rei, por carta régia de 15 de Setembro de 1662, concedeu ao seu filho primogénito, D. Manuel Luís Baltazar da Câmara, o título de Conde da Ribeira Grande, com juro e herdade, para si e seus descendentes. Pouco depois, a 28 do mesmo mês, restitui-lhe todos os bens confiscados ao pai, incluindo a capitania. Estava restaurada a família no governo das ilhas.

## Casamento
Com 33 anos de idade, desposou D. Mécia de Mendonça, nascida no Porto em 1627, filha do 2º conde de Miranda ou Miranda do Corvo, D. Diogo Lopes de Mendonça (Aveiro 1582-1640 Madrid, estando sepultado na Batalha) senhor de Sousa e Governador do Porto, e D. Leonor de Mendonça de Menezes (morta em 1656 em Ribamar). Mécia descendia de Diogo Lopes de Sousa (morto em 1516) o Moço, Senhor de Sousa, Ministro de Portugal, casado em Arronches com Isabel de Noronha de Melo e depois com Maria da Silva (morta em 1501, sepultada em Coimbra).  
Partiram de seguida para a ilha de São Miguel. 
Depois de mais de 3 anos de permanência em São Miguel, sem ter filhos, a esposa fez voto ao Divino Espírito Santo, na forma tradicional nos Açores, nascendo pouco depois, a 5 de Maio de 1665, um varão. Agradecido, o conde instituiu uma irmandade, sendo o menino coroado com menos de um ano de idade. 
Regressou o conde e sua família a Lisboa. Foi assim capitão-general da ilha de São Miguel, e da cidade de Ponta Delgada, governador durante algum tempo e donatário da ilha.  Foi ainda mestre-de-campo do terço de Setúbal, gentil-homem da Casa do Rei D. João IV de Portugal. 
Serviu na guerra da Restauração, campanha do Alentejo.
Faleceu a 29 de Dezembro de 1673, com 44 anos de idade, considerado há muito em estado de insanidade mental. Deixou o filho órfão aos oito anos: era D. José Rodrigo da Câmara, que seria 2º conde da Ribeira Grande, nascido em 5 de maio de 1665 e morto em 7 de março de 1724.